# Жили-были… Первооткрыватели
 «Жили были… Первооткрыватели» — французский мультсериал, рассказывающий об учёных и их открытиях. Вместе с героями мультфильма — детьми и Маэстро — зритель прослеживает путь становления учёных. Мультфильм включает 26 серий по 25-26 минут.

## Сюжет
Кто такие первооткрыватели?
Многие из путешественников-первооткрывателей, о которых рассказано в разделе «История открытий», далеко не первыми вступили на новые земли: туземцы жили там уже не одну тысячу лет. Но этих путешественников считают первооткрывателями, потому что их открытия изменили представления человека о мире. К примеру, европейцы, возвращаясь из Америки или Дальнего Востока, привозили ценные географические сведения. А открытия, которые Дарвин сделал на Галапагосских островах, заставили его пересмотреть привычные взгляды на эволюцию нашей планеты. Путешествия — путь изучения мира. Совершая далекие странствия, первооткрыватели прошлых веков срывали завесу тайны с незнакомых материков. И все-таки даже в наши дни и на Земле, и в космосе остаётся немало неразгаданного.

## Серии
1. 1-я серия. «Наши предки китайцы»
2. 2-я серия. «Архимед и древние греки»
3. 3-я серия. «Герон Александрийский»
4. 4-я серия. «Как измерить время»
5. 5-я серия. «Генрих Мореплаватель и картография»
6. 6-я серия. «Гутенберг и книгопечатание»
7. 7-я серия. «Леонардо да Винчи»
8. 8-я серия. «Врачи»
9. 9-я серия. «Галилей»
10. 10-я серия. «Ньютон»
11. 11-я серия. «Бюффон. Как было открыто прошлое»
12. 12-я серия. «Лавуазье и химия»
13. 13-я серия. «Стефенсон. Изобретение паровоза»
14. 14-я серия. «Фарадей и электричество»
15. 15-я серия. «Дарвин и теория эволюции»
16. 16-я серия. «Мендель и горох»
17. 17-я серия. «Пастер и микроорганизмы»
18. 18-я серия. «Эдисон и прикладная наука»
19. 19-я серия. «Маркони и электромагнитные волны»
20. 20-я серия. «Форд и история автомобиля»
21. 21-я серия. «Авиация»
22. 22-я серия. «Мари Кюри»
23. 23-я серия. «Эйнштейн»
24. 24-я серия. «Лоренц — гусиный папа»
25. 25-я серия. «Армстронг, Луна и космос»
26. 26-я серия. «Будущее»[2]